# Kochlorine floridana
Kochlorine floridana är en kräftdjursart som beskrevs av H. Wells och Philip Barry Tomlinson 1966. Kochlorine floridana ingår i släktet Kochlorine och familjen Lithoglyptidae. Inga underarter finns listade i Catalogue of Life.